# Elena Rosetti-Solescu
Elena Rosetti-Solescu (n. 26 decembrie 1889 – d. 1 septembrie 1949) a fost o descendentă a familiei Rosetti. Prietenii o numeau „Coco”.

## Biografie
Elena Rosetti-Solescu era stră-nepoata de mătușă a altei doamne Elena Rosetti-Solescu (Elena Cuza), născută în 1825 (ca fiica cea mare a postelnicului Iordache Rosetti și a Catincăi Rosetti, născută Sturdza), care, la 30 aprilie 1844, s-a căsătorit cu Alexandru Ioan Cuza.

## Căsătoria cu generalul Paulus
La 4 iulie 1912 Elena Rosetti-Solescu s-a căsătorit cu ofițerul german Friedrich Paulus. Cei doi s-au cunoscut deoarece cei doi frați ai Elenei erau militari în regimentul lui Paulus și s-au întâlnit în timpul unei vacanțe în munții Pădurea Neagră. Din această căsătorie au rezultat fiica Olga (n. 1914) și gemenii Friedrich și Ernst Alexander (n. 11 aprilie 1918). 
Gen. Paulus a fost comandantul Armatei a 6-a germane și a aliatelor acestora în bătălia de la Stalingrad iar ulterior predării sale sovieticilor, la 31 ianuarie 1943, s-a opus politicii lui Adolf Hitler. Într-un ultim act în libertate a transmis soției sale "Coca" (cum o numea el), o ultimă scrisoare și inelul de cununie. Atunci el încă nu știa că nu o mai va vedea niciodată în viață, ea murind în timp ce el era în captivitate sovietică. 
Încă din 1940, în timpul planificării secrete a operațiunii "Barbarossa", de ducere a războiului contra Uniunii Sovietice, când Paulus elabora în cadrul marelui stat major planificarea tactică, ea a încercat să-l influențeze pe soțul ei, să îl convingă pe Hitler, să renunțe la această nebunie, cum o vedea ea. Bineînțeles că aceasta era cu neputință. Asta a povestit fiul lor în amintirile sale. 
Hitler s-a răzbunat pe soția lui Paulus, pentru că acesta a trecut de partea ofițerilor trădători ai Comitetului Național Germania Liberă. După capitularea lui Paulus și defecțiunea sa la ruși, Gestapoul a acționat împotriva soției sale, căreia a încercat să-i impună renunțarea la numele soțului, arestând-o împreună cu fiul lor, căpitanul Ernst Alexander Paulus, care fusese rănit în luptele de le Harkov. Celălalt fiu, căpitanul Friedrich Paulus, fusese ucis în Italia, în cursul debarcării de la Anzio, în februarie 1944. Deși Elena Rosetti-Solescu a fost arestată și persecutată de Gestapo, ea a refuzat să divorțeze și să se dezică de soțul său. Elena Rosetti-Solescu a murit în 1949, la Baden-Baden, în mizerie, fără să mai apuce să-și vadă soțul întors din captivitatea sovietică, în 1953. Ernst Alexander Paulus a supraviețuit războiului, dar a murit de cancer in data de 1 februarie 1957. Olga, măritată von Kutzschenbach, a murit in 2003 la Baden-Baden.